# Opperburen
Opperburen  (Fries: Opperbuorren) is een buurtschap in de gemeente Smallingerland, in de Nederlandse provincie Friesland. Opperburen ligt direct ten noorden van Oudega aan de Opperbuorren Eest en de Opperbuorren West.
De buurtschap is rond 1600 weer bewoond, nadat in de streek waarschijnlijk rond de 13e en 14e eeuw meer mensen hebben gewoond dan tegenwoordig het geval is. De buurtschap werd rond 1700 vermeld als d' Opperbuiren.
Steden, dorpen en gehuchten: Boornbergum · De Tike · De Veenhoop · De Wilgen · Drachten · Drachtstercompagnie · Goëngahuizen · Houtigehage · Kortehemmen · Nijega · Opeinde · Oudega · Rottevalle · Smalle Ee

Buurtschappen: Buitenstverlaat · De Gaasten · De Kooi · Egbertsgaasten · Hooidammen · Luchtenveld · Middelburen · Noorderend · Opperburen · Siteburen · Uiteinde · Wierren · Zandburen · Zuidereind 

Friesland: Steden en dorpen      Nederland: Provincies · Gemeenten
1. ↑  Historie Oudega. Smellingera-land!. Geraadpleegd op 16 februari 2024.